# HAT-P-3b
HAT-P-3b ist ein Exoplanet, der den Hauptreihenstern HAT-P-3 mit einer Umlaufperiode von 2,9 Tagen umkreist und im Jahr 2007 im Rahmen des HATNet Project mit Hilfe der Transitmethode entdeckt wurde. Die große Halbachse des Exoplaneten beträgt ca. 0,039 Astronomischen Einheiten, seine Masse wird auf 0,6 Jupitermassen geschätzt. Der Radius beträgt Schätzungen zufolge etwa 60.000 Kilometer.